# Lajos Kocsis
Lajos Kocsis, född den 18 juni 1947 i Szeged, Ungern, död 9 oktober 2000 i Budapest, Ungern, var en ungersk fotbollsspelare som medverkade i det ungerska lag som tog OS-guld i fotbollsturneringen vid de olympiska sommarspelen 1968 i Mexico City. Vid de olympiska sommarspelen 1972 i München blev det OS-silver i fotbollsturneringen.